# Гірнича промисловість Північної Кореї
Гірнича промисловість КНДР

## Загальна характеристика
Гірнича промисловість КНДР — одна з провідних галузей економіки КНДР. Вона задовольняє потреби країни у багатьох корисних копалинах. Забезпеченість народного господарства мінеральною сировиною понад 75 %. Експортуються антрацит, залізна руда, кольорові і благородні метали, барит, графіт, тальк, магнезитовий клінкер, воластоніт, молібденові концентрати і каолін. Імпортуються нафта та нафтопродукти, кокс. Протягом 2-ї половини ХХ ст. розвиток отримали переробні галузі. При цьому частка інвестицій з ці галузі в середньому за рік становила 13–40 % всіх асигнувань у промисловість.

## Окремі галузі
Нафта імпортується (головним чином з Китаю). Країна має два нафтопереробні заводи продуктивністю 3 млн т на рік.
Видобуток вугілля в 1983 досяг 50 млн т, при цьому 60 % видобутку складали антрацити. У 1998–2001 рр. видобуток вугілля становив бл. 90 млн т/рік. Динаміка видобутку кам'яного вугілля (млн т): 1990 — 68; 1994 — 71,5; 1998 — 62,3; 1999 — 62; 2000 — 81,2; 2001 — 80,1 [Локер С., 2000, Лондон; Є. Кіцкі, 2002, Краків]. Переважає підземний спосіб розробки родовищ. Потужність пластів антрациту 0,8–20 м, кути падіння в основному до 25°. Пласти складної будови. Розробка ведеться в гористій місцевості, частина шахтних полів розкрита штольнями. Потужність покривних порід 300–350 м. Застосовуються системи розробки довгими і короткими вибоями. Відбійка за допомогою буропідривних робіт. Доставка конвеєрна і самопливна. Використовуються контактні електровози. Родовища бурого вугілля сильно обводнені. Потужність пластів 0,8–12 м, кути падіння 4-9°. Середня глибина розробки 300–400 м, максимальна — 500–700 м. Родовища в основному розкриті похилими стовбурами. Переважає система розробки довгими стовпами за простяганням, довжина лав 60–80 м. Діють комплексно-механізовані лави. Один з найбільших — буровугільний кар'єр «Йонхін» річною потужністю 1,5 млн т.
Видобуток залізняку ведеться на найбільшому родовищі Мусан (провінція Хамгьон-Пукто) відкритим способом. Виробництво первинної залізорудної продукції на комплексі ГЗК Мусан (Musan) у 1998 р. становило близько 10 млн т/рік. Руда збагачується магнітною сепарацією до 50–60 %. Основні споживачі — металургійний завод ім. Кім Чхека (Kim Chaek) і завод в м. Чхонджін продуктивністю 4 млн т/рік, який має застарілу технологію. Транспортування концентрату здійснюється в основному рудопроводами довжиною близько100 км. На 2-у за запасами і обсягу видобутку родовищі Иллюль (провінція Хванхе-Намдо) розробка здійснюється відкритим способом. Високий вміст заліза в руді дозволяє використати її без збагачення. Основний споживач руди — завод «Хванхе» в місті Соннім. Інше сталеливарне виробництво Нампо (Nampo) має продуктивність 3 млн т/рік і нещодавно модернізоване.
Видобуток руди здійснюється також на рудниках Черьонґ (Chaeyong), Токсонґ (Toksong), Токхен (Tokhyon), Унріл (Unryul), Токонсонґ (Tokonsong), Сотґхунґ (Songhung), Комдок (Komdok), Гасон (Hason), Сегаері) Sehaeri і інш.
У 2001 р. видобуток залізних руд в КНДР (в дужках за 2000 р.) склав (в млн т): 10 (10); [Mining J. — 2002. — 339, № 8693. — Р. 25-27].
Видобуток вольфрамових руд здійснюється головним чином в центральній частині країни. Розробка — підземним способом. Найбільше родовище Манньйон розкрите шахтними стовбурами на глибину 700–800 м. Руда збагачується гравітаційними та сульфідно-флотаційними способами. Концентрат містить WO3 60–65 %.
Видобуток руд кольорових металів здійснюється головним чином підземним способом, і зосереджена на півночі країни. Родовища свинцево-цинкових та мідних руд розкриті штольнями, часто в поєднанні з вертикальними або похилими стовбурами. Застосовується стелеуступна система розробки та система з магазинуванням руди. Коефіцієнт добування руд 80–90 %. Збагачення руд — в основному флотацією. Для розробки комплексних мідно-золото-срібних (родовища Сонхін, Хольдон та інш.) шахтні поля розкриті штольнями і вертикальними стовбурами. Очисні роботи здійснюються методом суцільної виїмки. При збагаченні використовуються флотаційні і гравітаційні схеми.
Поліметали. Реконструйовано ГЗК з видобутку і переробки Pb-Zn руд Комдок (Komdok) продуктивністю 100 тис. т руди на рік. Продовжується експлуатація монацитового ГЗК Челсан (Chelsan) продуктивністю 1500 т/рік. Запаси монациту в гірському відведенні підприємства оцінюються в 500 тис. т.
Монацит. На заході, біля Китайського кордону, родовища монациту, оцінені в 500 тис. т, розробляються рудником Челсан (Chelsan). Монацитопереробна фабрика має продуктивність 1500 тис.т/рік, основний оператор — японсько-корейська компанія International Chemical Joint Venture Corp.

## Гірниче машинобудування
У КНДР є декілька заводів гірничого обладнання (головним чином в Пхеньяні), що випускають механізоване кріплення, вузькозахопні комбайни, скребкові і стрічкові конвеєри, прохідницькі комбайни, гідравлічні стояки, енергоустаткування, автомобілі, екскаватори, бульдозери, бурові установки, компресори і інш.

## Геологічна служба. Наукові установи. Підготовка кадрів. Друк
Геологічні і гірничі роботи в КНДР проводяться під керівництвом Міністерства освоєння мінеральних ресурсів, геологічних управлінь при міністерствах вугільної, металургійної і хімічної промисловості; НДІ в галузі геології і гірництва — в Геологічному інституті АН КНДР (Пхеньян), НДІ та проектних інститутах при відповідних міністерствах. Гірничн-геологічні кадри готують університет імені Кім Ір Сена і Політехнічний інститут ім. Кім Чхека в Пхеньяні, ряд інших вузів. Основні періодичні видання — журналили «Чічжіль ква чірі», «Кванон кісуль».